# Karby gård konstcentrum

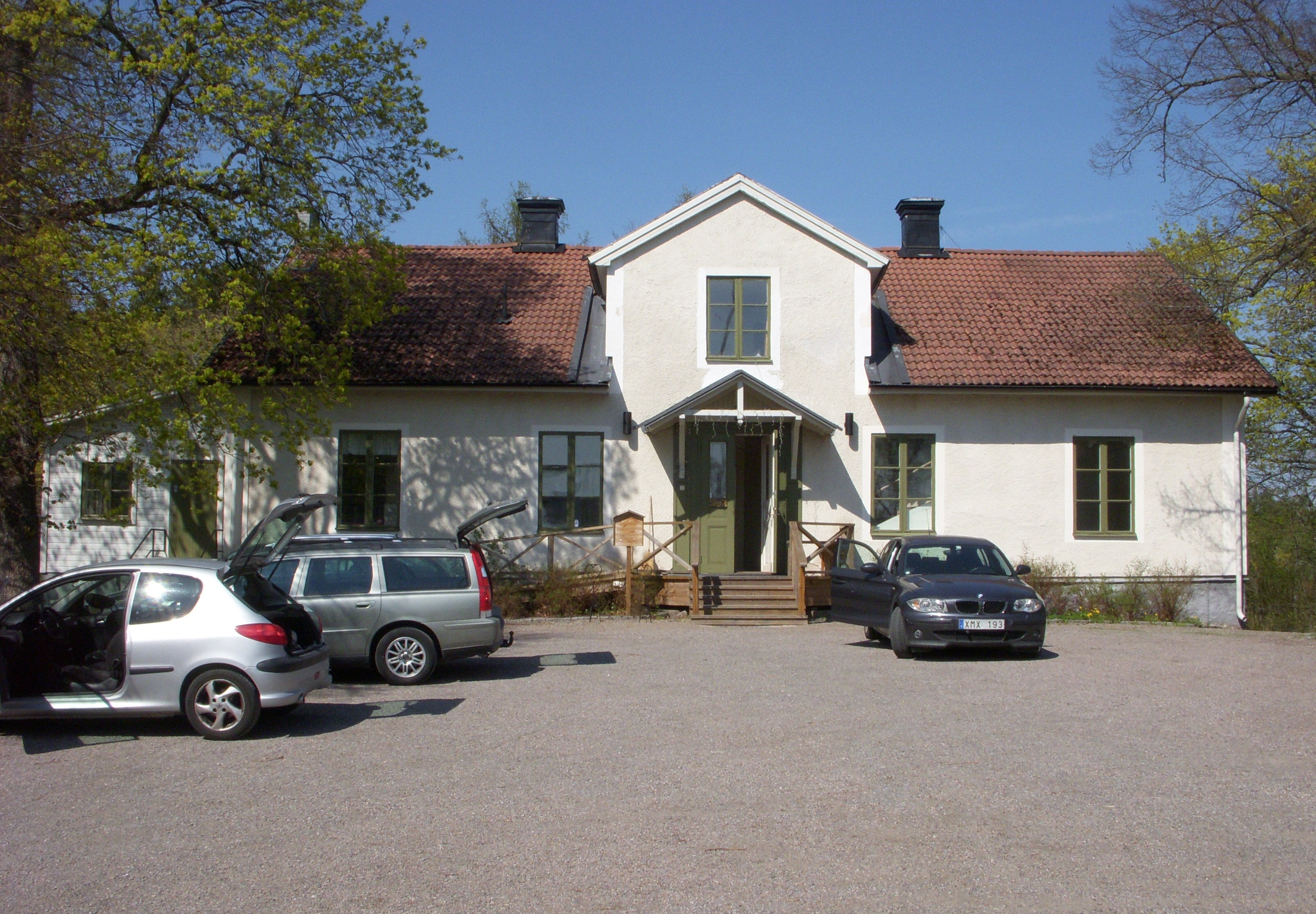
Huvudbyggnaden

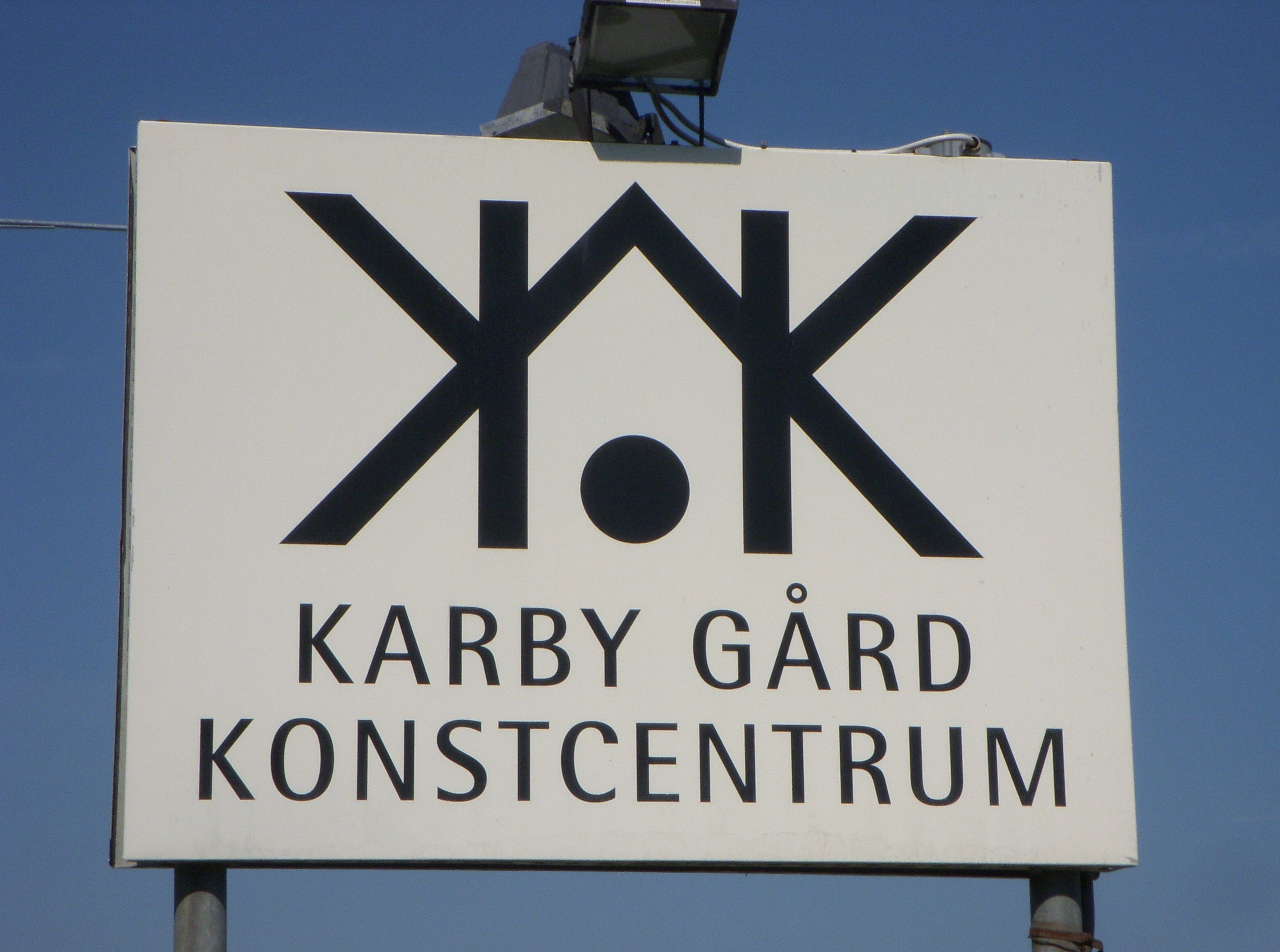
Skylt

Karby gård konstcentrum är ett föreningsdrivet kulturcentrum i  Karby, Täby kommun i Stockholms län.
Gården Karby omnämndes i skrift redan 1293 under namnet Karleby. Gården har bland annat ägts av Birger Persson (Finstaätten), Heliga Birgittas far. Numera ägs den av Täby kommun och drivs av Föreningen Karby gård, som har till uppgift att ge kulturföreningar i Täby en samlingspunkt för konst och kultur, och som anordnar konstutställningar och diverse traditionella kulturevenemang. 
Föreningen Karby gård består (2014) av följande medlemsföreningar: 
- Gladpack Spelmän [2]
- Karbygrafikerna [3]
- Täby Konsthantverkare (driver en butik och ordnar julmarknad)
- KRO Grupp 84 [4]
- Runtäcket (en kviltförening)
- Täby Blås [5]
- Täby Konstnärer [6]
- Täby Konstvänner [7]
- Täby Toner [8] (en kör)
- Täby Vallentuna Trädgårdsförening [9]